# Marquesado de Puebla de Rocamora
El título nobiliario de Marqués de Puebla de Rocamora fue otorgado por la Reina de España Isabel II a María Isabel Manuel de Villena y Álvarez de las Asturias por Real Decreto del 30 de mayo de 1867. 
El motivo por el cual María Isabel obtuvo este título fue en gratitud del apoyo prestado a la corona en el pasado por su abuelo Cristóbal Manuel de Villena y Melo de Portugal durante la Primera Guerra Carlista.

## Historia

### Origen
Pedro Ramón de Rocamora, un noble de origen francés, acompañó a Jaime I el Conquistador en varias de sus campañas de conquista. Este hecho lo llevó a adquirir en el reparto hecho por Alfonso X el Sabio en Córdoba el 25 de agosto de 1265 las tierras de Puebla de Rocamora, Benferri y Granja que eran heredades que no se sostenían a ningún tipo de título nobiliario.
Históricamente la familia Rocamora, primeros señores de Puebla de Rocamora, Benferri y La Granja, habían sido fieles vasallos primero de la Corona de Aragón en tiempos de la reconquista y tras la unión de Aragón y Castilla, de la Corona Española. Ello llevó a la familia Rocamora a recibir diferentes privilegios y dignidades de los distintos monarcas, como los títulos de Barón de Puebla de Rocamora y Marqués de Rafal para Jerónimo de Rocamora y Thomas, VIII Señor de Puebla de Rocamora y de Benferri o el de Conde de Granja de Rocamora para Francisco de Rocamora y Maza. A partir de entonces Puebla de Rocamora quedaría unida al patrimonio territorial del Marqués de Rafal como baronía.
El desposó de Jerónimo de Rocamora y Thomas con María García de Lasa y Togores significó una unión nominal pero no oficial de Puebla de Rocamora y de Rafal. Pero en 1638, Jerónimo y María fundaron el Mayorazgo de Rafal, que suponía la indisoluble unión de ambos territorios.
Sería estando en posesión de María Isabel Manuel de Villena y Álvarez de las Asturias XIII Marquesa de Rafal y XII Baronesa de Puebla de Rocamora cuando el señorío ascendiera a marquesado.

### Ascenso a marquesado
María Isabel Manuel de Villena y Álvarez de las Asturias recibió por herencia de su padre el condado de Granja de Rocamora y la baronía de Puebla de Rocamora en 1854. Pero tras la muerte sin descendencia de su hermano Enrique que había heredado la titularidad de la Casa de Manuel de Villena, recayeron sobre ella los títulos de Marquesa de Rafal y Condesa de Vía Manuel, Grandes de España y el título de Baronesa del Monte.
En 1867 se fundaría el marquesado de Puebla de Rocamora, en base de la baronía. Se lo otorgó como agradecimiento al apoyo que prestó a la corona su abuelo Cristóbal Manuel de Villena y Melo de Portugal durante la Primera Guerra Carlista. 
María Isabel decidió repartir entre sus hijos el patrimonio de la Casa de Manuel de Villena, cediendo a su hija Isabel en 1896 el marquesado de Puebla de Rocamora, y a sus dos hijos varones en 1899 el marquesado de Rafal y la baronía del Monte. Se reservó para ella el condado de Granja de Rocamora, dejándolo en testamento para su hija Josefa y el condado de Vía Manuel que quedaba en herencia para Arturo.
Tras fallecer Isabel en 1936 heredaría el título su nieta Isabel de Barroeta y Bretos a los doce años, ya que su hijo Joaquín de Barroeta y Pardo-Manuel de Villena había fallecido en 1934.
Desde entonces es Isabel de Barroeta y Bretos la que ostenta el título de Marquesa de Puebla de Rocamora.

## Raíces de la Casa de Rocamora
La familia Rocamora, tronco de los fundadores y primeros marqueses de Rafal y señores de Puebla de Rocamora, procede de Pedro Ramón de Rocamora (Pierre Roman de Rocamoure), hijo del señor de Rocamoure, en la provincia francesa de Septimania (después Languedoc), al norte de los pirineos. Pedro Ramón era sobrino del Rey de Francia Luis VIII.
Pedro Ramón de Rocamora acompañó junto a otros nobles a Jaime I el Conquistador Rey de Aragón y Conde de Barcelona, en varias de sus campañas de conquista.
El 25 de agosto de 1265, en el reparto de tierras hecho en Córdoba por Alfonso X el Sabio Rey de Castilla y León se le asignó a Pedro Ramón de Rocamora pingüe mayorazgo en la vega de Orihuela.
La línea de descendencia de la Casa de Rocamora mantuvo sus posesiones unidas desde el siglo XIII hasta el siglo XVI, momento en que se produjo la primera división y separación de bienes en la Casa de Rocamora, quedando La Granja excluida del tronco principal.
Más adelante, en el siglo XVII, la línea se dividió nuevamente en dos ramas, descendientes de Jerónimo de Rocamora y Thomas, una de Juan de Rocamora y García de Lasa de marqueses de Rafal y la otra de su hermano paterno Nicolás de Rocamora y Molins de señores de Benferri.
Con el mayorazgo que se produjo con el desposo de don Jerónimo con María García de Lasa y con la posterior elevación del señorío de Rafal a marquesado, la baronía de Puebla de Rocamora quedó ligada a ese mayorazgo.
Tras extinguirse la rama de marqueses de Rafal en 1736, el Mayorazgo de Rafal formado por el marquesado de Rafal y la baronía de Puebla de Rocamora recaería en Jaime de Rocamora y Cascante, XIII Señor de Benferri, procedente de la rama ¨hermana¨ de la Casa de Rocamora y que continuaría el linaje.
Seguían estando así estos territorios bajo el dominio de la Casa de Rocamora hasta el año 1751, año en el que quedó extinguida la última rama de esta familia.

## Línea de varón no interrumpida de la Casa de Rocamora
Desde el reparto de las tierras de la Vega Baja en 1265, hasta que se fundara el señorío de Puebla de Rocamora en el siglo XV, estos han sido los que han ostentado la jefatura de la Casa de Rocamora:
- Pedro Ramón de Rocamora (Pierre Roman de Rocamoure)

- Mosén Jaime de Rocamora

- Martín de Rocamora

- Pedro de Rocamora

- Pedro Martín de Rocamora (Padre de Jaime de Rocamora, I Señor de Puebla de Rocamora)

## Listado de los Señores de Puebla de Rocamora
|                                  | Titular                           | Periodo                          |
| Creación por Alfonso V de Aragón | Creación por Alfonso V de Aragón  | Creación por Alfonso V de Aragón |
| -------------------------------- | --------------------------------- | -------------------------------- |
| I                                | Jaime de Rocamora y Rocamora      | ¿?-1468                          |
| II                               | Juan de Rocamora y Vázquez        | 1468-¿?                          |
| III                              | Pedro de Rocamora y Rocamora      | ¿?-¿?                            |
| IV                               | Francisco de Rocamora y Rocamora  | ¿?-¿?                            |
| V                                | Juan José de Rocamora y Ruiz      | ¿?-¿?                            |
| VI                               | Jaime Juan de Rocamora y Rocamora | ¿?-1534                          |
| VII                              | Jaime de Rocamora y López Varea   | 1534-1622                        |
| VIII                             | Jerónimo de Rocamora y Thomas     | 1622-1632                        |

## Listado de los Barones de Puebla de Rocamora
Tras ser elevado el señorío de Puebla de Rocamora a baronía en la persona de Jerónimo de Rocamora, estos han sido los que han ostentado el título de Barones de Puebla de Rocamora:
|                        | Titular                                                  | Periodo                |
| Creación por Felipe IV | Creación por Felipe IV                                   | Creación por Felipe IV |
| ---------------------- | -------------------------------------------------------- | ---------------------- |
| I                      | Jerónimo de Rocamora y Thomas                            | 1632-1639              |
| II                     | Gaspar de Rocamora y García de Lasa                      | 1639-1666              |
| III                    | Juan de Rocamora y García de Lasa                        | 1666-1691              |
| IV                     | Jerónima de Rocamora y Cascante                          | 1691-1736              |
| V                      | Jaime de Rocamora y Cascante                             | 1736-1740              |
| VI                     | Antonia de Rocamora y Heredia                            | 1740-1751              |
| VII                    | Antonio de Heredia y Rocamora                            | 1751-1761              |
| VIII                   | Antonia María de Heredia y Rocamora                      | 1761-1808              |
| IX                     | Vicente Melo de Portugal y Heredia                       | 1808-1831              |
| X                      | María del Pilar Melo de Portugal y Heredia               | 1831-1835              |
| XI                     | José Casimiro Manuel de Villena y Bambalere              | 1835-1854              |
| XII                    | María Isabel Manuel de Villena y Álvarez de las Asturias | 1854-1867              |

## Listado de los Marqueses de Puebla de Rocamora
|                        | Titular                                                  | Periodo                |
| Creación por Isabel II | Creación por Isabel II                                   | Creación por Isabel II |
| ---------------------- | -------------------------------------------------------- | ---------------------- |
| I                      | María Isabel Manuel de Villena y Álvarez de las Asturias | 1867 – 1896            |
| II                     | Isabel de Pardo y Manuel de Villena                      | 1896-1936              |
| III                    | Isabel de Barroeta y Bretos                              | 1936-2014              |
| IV                     | Isabel de Caveda y Barroeta                              | 2015-actualidad        |